# Zehlendorf
Zehlendorf er et område i bydelen Steglitz-Zehlendorf i det sydvestlige Berlin.
Før den administrative reform af Berlins bydele i 2001 udgjorde Zehlendorf sin egen bydel, som også omfattede områderne Wannsee, Nikolassee og Dahlem. Zehlendorf rummer nogle af de mest seværdige naturomgivelser i Berlin, bl.a. dele af Grunewald-skoven og søerne Schlachtensee og Krumme Lanke. Området rummer desuden store villakvarterer med brostensbelagte gader og bygninger, der er over 100 år gamle.
Landsbyen Zehlendorf nævnes første gang i 1245 som Cedelendorp i en kontrakt mellem greve Johan 1. - gift med Valdemar Sejrs datter Sofia - og Otto 3. af Brandenburg. Da amerikanske styrker var udstationeret i byen under den kolde krig, var  Zehlendorf, Dahlem og Lichterfelde de områder, hvor størstedelen af styrkerne var placeret. Det amerikanske generalkonsulat er i dag stadig placeret i Dahlem. I Zehlendorf findes desuden den internationale skole John F. Kennedy School, samt et af Freie Universität Berlins campusser. 
Zehlendorf er forbundet til det øvrige Berlin med S-Bahns linje 1, mens den nyere del af kvarteret kan nås med U-Bahns linje U3.